# Estadio San Luis
El Estadio San Luis es un estadio ubicado en la ciudad de Bagua Grande, provincia de Utcubamba, departamento de Amazonas en Perú. Es utilizado actualmente por Bagua Grande FC. También, es sede de otros clubes locales de la misma ciudad o por clubes de otros distritos de la provincia, que por medidas reglamentarias usan este recinto. Todos ellos juegan en la Copa Perú.
El estadio cuenta con césped natural, posee dos tribunas: occidente y una pequeña de oriente. Actualmente, su capacidad es de 5.000 espectadores, lo que lo hace el estadio más grande del departamento de Amazonas.

## Inauguración
El sábado 5 de abril de 2014, quien era el Gobernador Regional de Amazonas en esos años, José Arista Arbildo, inauguró el Estadio San Luis de la ciudad Bagua Grande, el cual fue construido por el Gobierno Regional a través de la Gerencia Subregional Utcubamba. El escenario tiene un aforo de 5 mil espectadores (por lo que es el estadio más grande de su departamento) y campo a la medida oficial con césped natural, diseñado de acuerdo a los estándares de calidad para que pueda acoger partidos profesionales de la Copa Perú. Cuenta además, con tres pequeños campos de césped sintético para la práctica del fulbito, amplias graderías, pistas atléticas, iluminación profesional, camerinos, duchas y malla perimétrica.
Como eventos inaugurales, este inició con el partido amistoso entre el equipo local Santa Rosa de Gonchillo y el Higos Urco de Chachapoyas. El partido de fondo, fue otro amistoso entre el local Bagua Grande FC contra Atlético Real de Mendoza, siendo el resultado en ambos partidos un empate 1-1. Como culminación del evento, fue una presentación de danzas típicas del departamento.